# Женская сборная Испании по регби-7
Женская сборная Испании по регби-7 — женская команда, представляющая Испанию на чемпионатах Европы и мира по регби, а также в Мировой серии регби. Дважды чемпионки Европы. Высшее достижение на чемпионатах мира — 4-е место в 2013 году. Управляется Федерацией регби Испании.

## История
В Испании довольно давно проводятся соревнования по регби-7: в стране организуется очень много любительских турниров. Однако толчком к развитию регби-7 в стране стало его включение в программу Олимпиады 2016 года. Женская сборная Испании по регби-7 выступает на порядок успешнее, чем мужская: в 2009 году она дебютировала на чемпионате мира в Дубае и завершила турнир на 7-м месте, проиграв сборной ЮАР в четвертьфинале и отправившись в утешительный турнир; в 2013 году в Москве сборная Испании добралась до 4-го места, уступив сборной США со счётом 10:5 в матче за бронзовые медали только в овертайме. В активе сборной Испании также есть победы на чемпионатах Европы 2003 (в финале обыграна Франция со счётом 21:12) и 2010 годов (в финале обыграны Нидерланды со счётом 28:12), четыре серебряные медали первенства Европы и одна бронзовая медаль (в 2007 году в матче за третье место была обыграна сборная Уэльса со счётом 10:0).

## Рекордсмены по количеству игр
| #  | Игрок             | Время игр | Игры |
| -- | ----------------- | --------- | ---- |
| 1. | Барбара Пла       | 2004-     | 97   |
| 2. | Анхела дель Пан   | 2004-     | 93   |
| 3. | Марина Браво      | 2009-     | 88   |
| 4. | Элизабет Мартинес | 2010-2019 | 76   |
| 5. | Берта Гарсия      | 2006-     | 71   |
| 6. | Патрисия Гарсия   | 2010-     | 70   |
| 7. | Хулия Пла         | 2007-     | 67   |